# مريبط (فريجة الغربية)
مريبط هو دُوَّار يقع بجماعة سيدي بورجا، إقليم تارودانت، جهة سوس ماسة في المملكة المغربية. ينتمي الدوّار لمشيخة فريجة الغربية التي تضم 11 دوار. يقدر عدد سكانه بـ 626 نسمة حسب الإحصاء الرسمي للسكان والسكنى لسنة 2004.

## روابط خارجية
- البوابة الوطنية للجماعات الترابية نسخة محفوظة 12 مارس 2018 على موقع واي باك مشين.
- المندوبية السامية للتخطيط